# Litteraturåret 1906

## Priser och utmärkelser
- Nobelpriset – Giosuè Carducci, Italien[1]
- Kungliga priset – Per Hallström
- Letterstedtska priset för översättningar – Sven Casper Bring för översättningen av Dantes Den gudomliga komedin

## Nya böcker

### A – G
- De första människorna av Gustaf Janson
- Den stora vreden av Olof Högberg
- Det förlofvade landet av Ola Hansson
- Dithyramber i aftonglans av Vilhelm Ekelund
- Fem kavaljerer av Nils Hydén
- Flora och Pomona av Erik Axel Karlfeldt
- Gertrud av Hjalmar Söderberg
- Grekisk bukett av Vilhelm Ekelund

### H – N
- Hafvets stjärna av Vilhelm Ekelund
- Hundra och en sonett, diktsamling av Sigurd Agrell
- Nils Holgerssons underbara resa genom Sverige (första delen) av Selma Lagerlöf[2]
- Joseph Vance av William De Morgan[3]

### O – U
- Pan av Walter Hülphers
- Sista noveller av Oscar Levertin
- Solivro av Hjalmar Bergman
- Timmer av Walter Hülphers
- Ur den grekiska anthologien av Vilhelm Ekelund

### V – Ö
- Varghunden av Jack London

## Födda
- 10 januari – Brita Oledal (död 1981), svensk författare.
- 22 januari – Robert E. Howard (död 1936), amerikansk författare.
- 13 februari
  - Ivan Romanov, svensk författare, tecknare, målare och grafiker.
  - Bo Beskow (död 1989), svensk konstnär, målare och författare.
- 3 mars – Artur Lundkvist (död 1991), svensk författare, ledamot av Svenska Akademien 1968.
- 13 april – Samuel Beckett (död 1989), irländsk författare och dramatiker, nobelpristagare 1969.
- 23 april – Anders Frostenson (död 2006), svensk präst, författare och översättare.
- 25 april – Sally Salminen (död 1976), finländsk författare[4].
- 17 maj – Erik Hjalmar Linder (död 1994), svensk författare och litteraturvetare.
- 17 juni – Annalisa Forssberger (död 1988), svensk författare.
- 20 juni – Catherine Cookson (död 1998), brittisk författare.
- 10 juli – Jorge Icaza (död 1978), ecuadoriansk författare.
- 18 juli – Clifford Odets (död 1963), amerikansk pjäsförfattare, manusförfattare och regissör.
- 15 augusti – Clayton Rawson (död 1971), amerikansk deckarförfattare och illusionist.
- 21 augusti – Gunnar Adolfsson (död 1983), svensk författare, journalist och politiker.
- 10 oktober – R.K. Narayan (död 2001), indisk författare.
- 16 oktober – Dino Buzzati (död 1972), italiensk författare.
- 24 december – Viveka Starfelt (död 1976), svensk författare och översättare.

## Avlidna
- 16 april – Alexander Kielland, 57, norsk författare.
- 23 maj – Henrik Ibsen, 78, norsk dramatiker och författare.
- 22 september – Oscar Levertin, 44, svensk författare, kulturskribent och litteraturhistoriker.

### Fotnoter
1. ↑  ”Nobelpriset i litteratur”. https://www.nobelprize.org/prizes/lists/all-nobel-prizes-in-literature/. Läst 20 mars 2011.
2. ↑  ”Selma Lagerlöfs böcker”. Arkiverad från originalet den 27 augusti 2011. https://web.archive.org/web/20110827002154/http://selmalagerlof.org/bocker.html. Läst 12 april 2011.
3. ↑  Stoker, Bram (June 1908). ”Mr. De Morgan's Habits of Work”. World's Work XVI:  sid. 10337–10342. http://books.google.com/books?id=naaZD2r_coMC&pg=PA10337. Läst 10 juli 2009.
4. ↑  Uppslagsverket Finland - Sally Salminen ' Arkiverad 5 november 2012 hämtat från the Wayback Machine.